# Interfaz de documento único

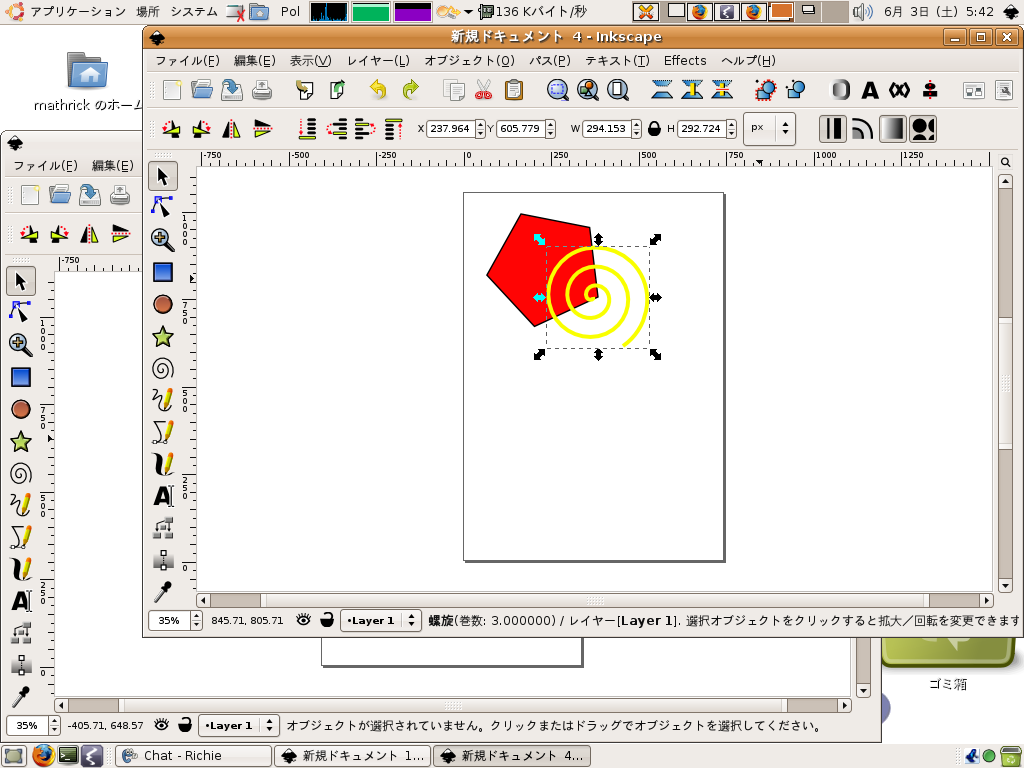
Inkscape usa una interfaz de documento único.

En informática, una interfaz de documento único (también conocida como SDI, sigla en inglés de single document interface) es una manera de organizar las aplicaciones gráficas en ventanas individuales que son manejadas por separado por el gestor de ventanas del sistema operativo. Esto significa normalmente que cada ventana es mostrada como una entrada individual en la barra de tareas del sistema operativo o en el gestor de tareas. La ventana no tiene una ventana "trasera" o "padre" que contenga su menú o su barra de herramientas sino que cada ventana tiene sus propios menú y barra de herramientas. Las aplicaciones que pueden editar más de un documento simultáneamente (como los procesadores de texto) pueden por lo tanto dar la impresión al usuario de estar funcionando más de un programa a la vez.
Algunos gestores de tareas reúnen las ventanas de la misma aplicación en la barra de tareas. La mayoría de gestores de tareas manejan estas ventanas en una barra de tareas separada, necesitando el uso de pestañas o de una aplicación específica de la aplicación para realizar esto. Mac OS X usa una característica llamada Exposé que permite al usuario ver temporalmente todas las ventanas pertenecientes a una aplicación particular.